# Eudonia asterisca
Eudonia asterisca là một loài bướm đêm trong họ Crambidae.